# アナスタシオス・グシス
アナスタシオス・グシス（ギリシア語: Αναστάσιος "Τάσος" Γκούσης、英語: Anastasios "Tasos" Gousis、1979年7月7日 ‐ ）は、ギリシャ・コルフ出身で短距離走が専門の陸上競技選手。200mの自己ベストはギリシャ歴代3位の20秒11。2007年大阪世界選手権男子200mのファイナリスト（8位）である。

## 経歴
2003年、パリ世界選手権に出場すると、男子200mは2次予選で敗退した。しかし、男子4×400mリレーではギリシャチームの2走を務めると、予選で3分02秒31のギリシャ記録（当時）樹立、決勝で3分02秒56の6位に貢献した。
2004年、アテネオリンピックに出場すると、男子200m1次予選を20秒44（+1.8）の自己ベスト（当時）、2次予選を20秒46（+0.2）でそれぞれ突破し、世界大会個人種目で初のセミファイナリストとなった。迎えた準決勝では組4着までに入れば決勝に進出できたが、結果は20秒68（-0.1）の5着に終わり、0秒14差で決勝進出を逃した。
2007年、大阪世界選手権の男子200mに出場すると、1次予選で20秒11（0.0）の自己ベストをマークした。これは、ギリシャ記録保持者のコンスタンティノス・ケンテリス（19秒85）に次ぐギリシャ歴代2位（当時）の記録だった。1次予選を全体1位で突破すると、2次予選を20秒51（+0.6）、準決勝を20秒33（-0.4）で突破し、この種目では2001年エドモントン大会のコンスタンティノス・ケンテリス以来となるギリシャ人ファイナリストになった。
2008年、北京オリンピックに出場するため日本で合宿をしていたが、直前に母国で行われたドーピング検査で陽性反応（メチルトリエノロン）を示したため、オリンピックの出場資格を失った。後日、国際陸上競技連盟より、2008年8月18日から2010年8月17日まで2年間の資格停止処分と、2008年8月4日以降の記録抹消の処分が下された。

## 自己ベスト
記録欄の（　）内の数字は風速（m/s）で、+は追い風を意味する。
| 種目 | 記録          | 年月日        | 場所       | 備考            |
| 屋外 | 屋外          | 屋外          | 屋外       | 屋外            |
| ---- | ------------- | ------------- | ---------- | --------------- |
| 100m | 10秒27 (+0.9) | 2006年9月10日 | アテネ     |                 |
| 200m | 20秒11 (0.0)  | 2007年8月28日 | 大阪       | ギリシャ歴代3位 |
| 400m | 45秒55        | 2000年8月5日  | カストリア |                 |
| 室内 |               |               |            |                 |
| 200m | 21秒08        | 2000年2月19日 | ピレウス   |                 |
| 400m | 46秒73        | 2000年2月18日 | ピレウス   |                 |

## 主要大会成績
備考欄の記録は当時のもの
| 年   | 大会                      | 場所           | 種目    | 結果    | 記録            | 備考                            |
| ---- | ------------------------- | -------------- | ------- | ------- | --------------- | ------------------------------- |
| 1998 | 世界ジュニア選手権        | アヌシー       | 400m    | 予選    | DNS             |                                 |
| 1998 | 世界ジュニア選手権        | アヌシー       | 200m    | 2次予選 | 21秒48 (-0.2)   |                                 |
| 1998 | 世界ジュニア選手権        | アヌシー       | 4x400mR | 7位     | 3分09秒70 (2走) |                                 |
| 1999 | 世界選手権                | セビリア       | 400m    | 1次予選 | 46秒60          |                                 |
| 1999 | 世界選手権                | セビリア       | 4x400mR | 予選    | 3分04秒07 (2走) | ギリシャ記録                    |
| 2000 | ヨーロッパ室内選手権 (en) | ヘント         | 400m    | 準決勝  | DNF             |                                 |
| 2000 | オリンピック              | シドニー       | 400m    | 1次予選 | 46秒38          |                                 |
| 2000 | オリンピック              | シドニー       | 200m    | 1次予選 | 21秒10 (+0.4)   |                                 |
| 2000 | オリンピック              | シドニー       | 4x400mR | 予選    | 3分06秒50 (2走) |                                 |
| 2001 | ヨーロッパU23選手権 (en)  | アムステルダム | 400m    | 予選    | DNS             |                                 |
| 2002 | ヨーロッパ室内選手権 (en) | ウィーン       | 200m    | 予選    | 21秒15          |                                 |
| 2002 | ヨーロッパ室内選手権 (en) | ウィーン       | 400m    | 予選    | 47秒35          |                                 |
| 2002 | ヨーロッパ選手権 (en)     | ミュンヘン     | 400m    | 予選    | 46秒94          |                                 |
| 2002 | ヨーロッパ選手権 (en)     | ミュンヘン     | 200m    | 1次予選 | 21秒22 (-1.8)   |                                 |
| 2002 | ヨーロッパ選手権 (en)     | ミュンヘン     | 4x400mR | 6位     | 3分04秒26 (2走) |                                 |
| 2003 | 世界選手権                | パリ           | 200m    | 2次予選 | 20秒67 (+0.1)   |                                 |
| 2003 | 世界選手権                | パリ           | 4x400mR | 6位     | 3分02秒56 (2走) | 予選3分02秒31：ギリシャ記録     |
| 2004 | オリンピック              | アテネ         | 200m    | 準決勝  | 20秒68 (-0.1)   |                                 |
| 2004 | オリンピック              | アテネ         | 4x400mR | 予選    | 3分04秒27 (2走) |                                 |
| 2006 | ヨーロッパ選手権          | イェーテボリ   | 200m    | 8位     | 20秒94 (+1.6)   |                                 |
| 2006 | ワールドカップ (en)       | モナコ         | 100m    | 9位     | 10秒34 (+1.1)   |                                 |
| 2006 | ワールドカップ (en)       | モナコ         | 200m    | 6位     | 20秒69 (+0.1)   |                                 |
| 2007 | 世界選手権                | 大阪           | 200m    | 8位     | 20秒75 (-0.8)   | 1次予選20秒11 (0.0)：自己ベスト |